# 阿拉帕耶夫斯克区
阿拉帕耶夫斯克区（羅馬化：Alapayevskiy rayon）是俄罗斯斯维尔德洛夫斯克州的一个区，行政中心为阿拉帕耶夫斯克。该地2021年有人口29,775人；2010年人口33,613；2002年人口40,522；1989年人口49,491。